# Century of Birthing
Century of Birthing (Siglo ng pagluluwal) è un film del 2011 diretto da Lav Diaz.